# ASCC3L1
La helicasa de 200 kDa de ribonucleoproteína nuclear pequeña U5 (ASCC3L1) es una enzima que en humanos está codificada por el gen SNRNP200.